# 通町筋停留場

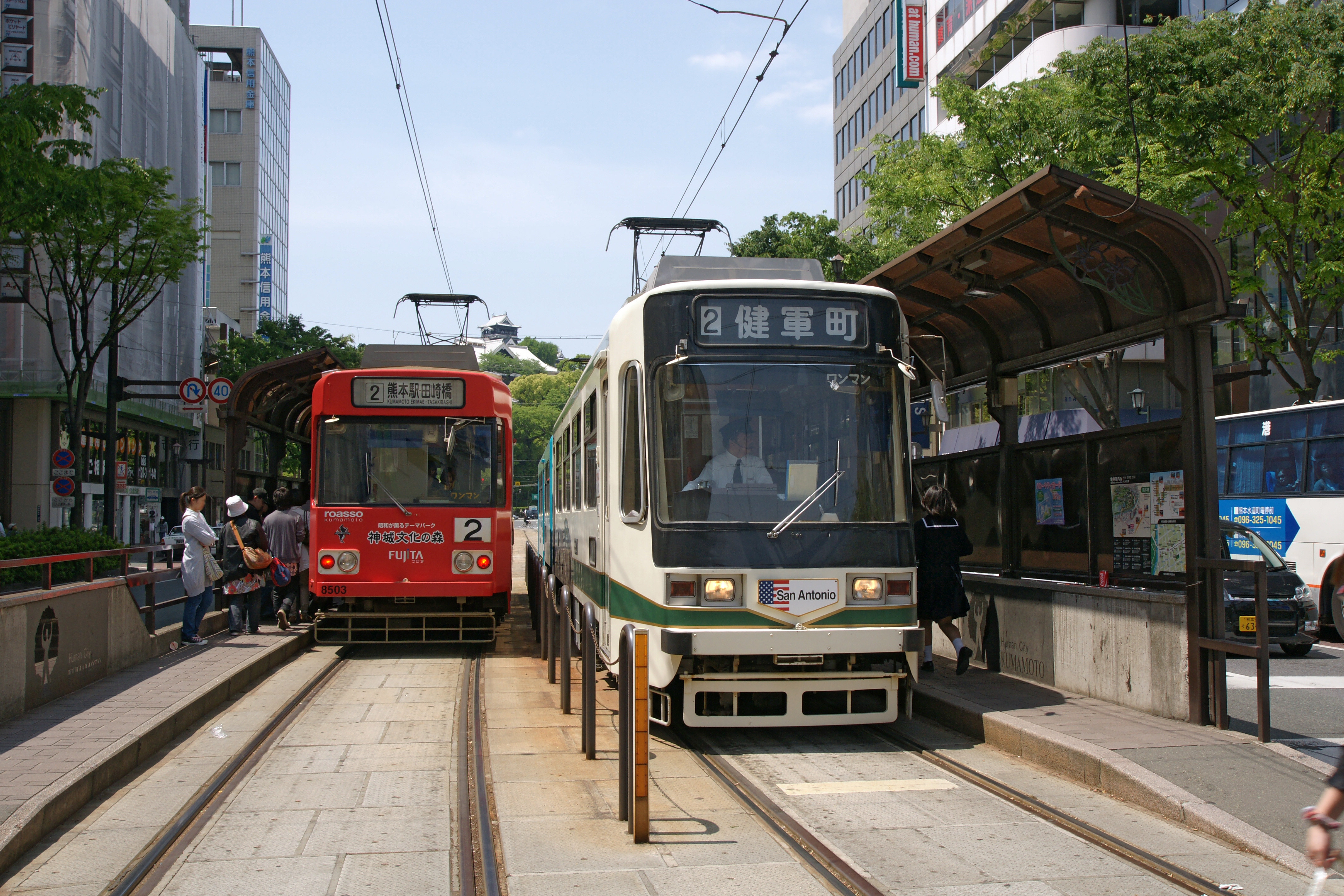
電車站

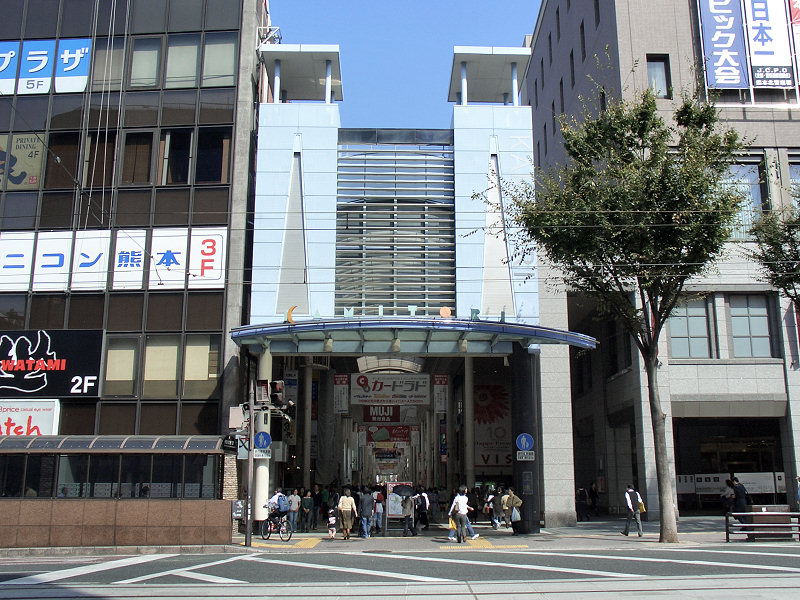
上通商店街

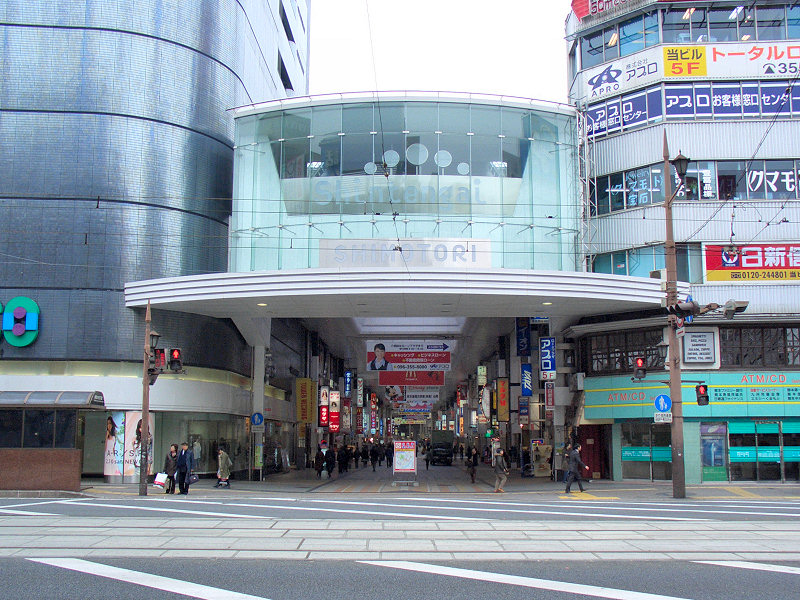
下通商店街

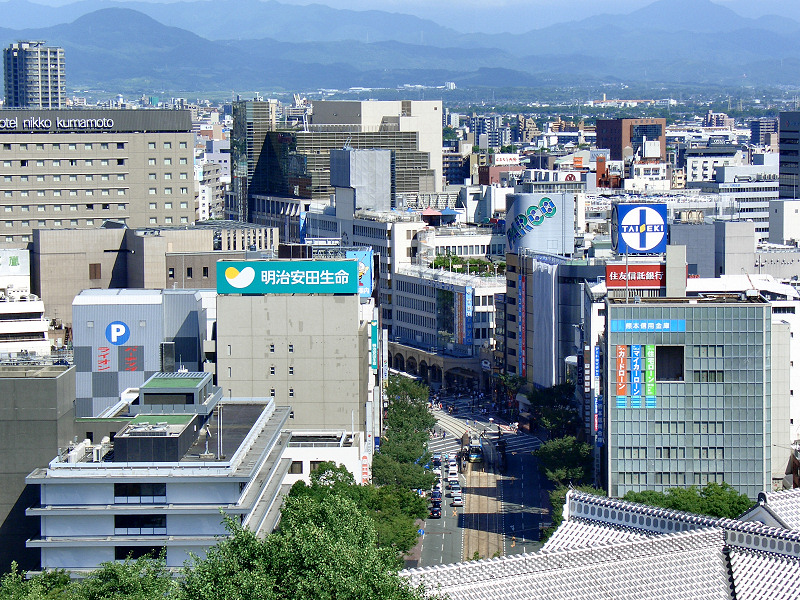
通町筋鳥瞰

通町筋停留場（日语：／ Torichosuji teiryūjō */?），又稱通町筋電車站，是位於熊本縣熊本市中央區手取本町，熊本市交通局（熊本市電）幹線的電車站。車站編號為11。A系統和B系統停靠此站。

## 歷史
- 1924年（大正13年）8月1日 - 手取本町站啟用。
- 日期不詳 - 廢止
- 1950年（昭和25年）12月16日 - 通町筋停留場啟用。

## 電車站構造
此電車站設有2面2線的相對式低地台月台，月台全長約20米。月台與路邊行人路之間設有行人過路處。此站可讓輪椅人士上落。

### 運行系統
此電車站是幹線電車站之一。■A系統和■B系統會駛入此站。
| 月台               | 路線           | 上下行 | 方向                                         |
| ------------------ | -------------- | ------ | -------------------------------------------- |
| 東邊（下通一方）   | ■A系統         | 上行   | 辛島町、河原町、熊本站、田崎橋方向           |
| 東邊（下通一方）   | ■B系統         | 上行   | 辛島町、洗馬橋、本妙寺入口、上熊本方向       |
| 西側（熊本城一方） | ■A系統、■B系統 | 下行   | 交通局前、新水前寺站、水前寺公園、健軍町方向 |

## 使用狀況
在2015年度一日平均乘車人次為3,850人。電車站位於熊本市的繁榮市區中心，因此此電車站繼熊本站前停留場後，為熊本市交通局第2多人使用的電車站。
| 年度   | 1日平均 乘車人次 | 1日平均 上下車人次 |
| ------ | ---------------- | ------------------ |
| 2011年 | 2,954            | 5,920              |
| 2012年 | 3,068            | 6,357              |
| 2013年 |                  | 6,747              |
| 2014年 | 3,690            | 7,327              |
| 2015年 | 3,850            | 7,755              |

## 電車站周邊
通町筋停留場周邊是中、南九州地區最大型購物區，設有許多百貨公司和現代建築物。另外，在上通和下通設有大型拱廊的商店街，貫穿南北兩處，整日都十分繁忙。在西邊大廈與大廈之間可看見熊本城的天守閣。
- 鶴屋百貨店（日语：鶴屋百貨店）(本館、翼館）
- 比普雷斯熊日會館（鶴屋New-S、熊本市現代美術館（日语：熊本市現代美術館）等）
- 熊本巴而可
- COCOSA（日语：COCOSA）（舊大榮熊本下通店（日语：ダイエー熊本下通店））
- aune KUMAMOTO（日语：aune (商業施設)#aune KUMAMOTO）
- 熊本日航酒店
- Carino下通（日语：カリーノ下通）
- 上通（日语：上通）商店街（拱廊商店街）
- 下通商店街（拱廊商店街）
- 大劇大廈（大劇通町本店（彈珠機店）、Sports熊本（保齡球場）等）
- 三井住友信託銀行熊本分店
- 熊本信用金庫（日语：熊本信用金庫）總店
- 熊本第一信用金庫（日语：熊本第一信用金庫）上通分店
- 熊本銀行（日语：熊本銀行）下通分店
- 同仁堂總部
- 金龍堂（日语：金龍堂）總部
- 日專連金融（日语：日専連ファイナンス）總部
- 眼睛之大寶堂（日语：メガネの大宝堂）上通本店
- 小泉八雲熊本舊居 （熊本市指定有形文化財）
- 日本郵政集團熊本大廈（舊日本郵政公社九州分社、舊九州郵政局）
  - 日本郵便株式會社　九州分社、熊本監査室、熊本共通事務集約中心、熊本城東郵局（日语：熊本城東郵便局）
  - 郵貯銀行　九州區域總部、熊本地域中心、熊本分店
  - 簡保生命保險　九州域總總部、熊本分店
  - 日本郵政株式會社　九州設施中心、九州郵政健康管理中心熊本分室
- 熊本安政郵局
- 熊本信愛女學院中學·高等學校（日语：熊本信愛女学院中学校・高等学校）
- 熊本信愛女學院幼稚園（日语：熊本信愛女学院幼稚園）

## 巴士路線
- 通町筋 - 東邊約200米處。停靠的巴士路線可前往市中心至郊外地區。北、東區（縣廳（日语：熊本県庁）、清水）方向的路線分為2個站位（比普雷斯熊日會館前（東行）和天主教手取教會前（北行））[注釋 1]。另外，西、南區（熊本櫻町巴士總站（日语：熊本桜町バスターミナル）、熊本站）方向的路線於鶴屋百貨店本館前乘車[注釋 2]。該巴士站有產交巴士（日语：九州産交バス）、電鐵巴士、熊本巴士（日语：熊本バス）、熊本都市巴士（日语：熊本都市バス）路線。

### 比普雷斯熊日會館前
○熊本都市巴士
- L0-0：八王寺環狀線（經水前寺公園、畫圖道）
- G3-2：水前寺站北出口（經大江四丁目、大江渡鹿、縣立劇場（日语：熊本県立劇場）、開新高校（日语：開新高等学校）前）
- G3-1：縣立劇場（經大江四丁目、大江渡鹿）
- G1-4：日赤、長嶺小學（日语：熊本市立長嶺小学校）（經大江四丁目、警察學校、東西線、長嶺團地）
- W1-1：水道町（日语：水道町 (熊本市)）
- H1-1：日赤（日语：熊本赤十字病院）、長嶺（日语：長嶺 (熊本市)）（經熊高（日语：熊本県立熊本高等学校）正門、保田窪、帶山（日语：帯山））
- H1-1：日赤、月出（經熊高正門、保田窪、帶山、長嶺團地）
- H2-1：日赤、長嶺（經水前寺站、保田窪、帶山）
- H2-1：日赤、月出（經水前寺站、保田窪、帶山、長嶺團地）
- J1-1：小峯營業所（日语：熊本都市バス小峯営業所）（經水前寺站、京塚、新外）
- J1-2：小峯（經水前寺站、京塚、新外）
- J1-3：三山莊（經水前寺站、京塚、新外、小峯、龍穴）
- J1-1：小峯營業所（經水前寺站、京塚・新外） - 從上熊本站前出發，班次輕少（只於平日行走）
- J2-2：東稜高校（日语：熊本県立東稜高等学校）（經水前寺站、京塚、新外、小峯營業所） - 班次較少（只於平日、星期六行走）
- J3-3：三山莊（經水前寺站、京塚、新外、小峯、戶島神社前）
- H3-1：日赤、長嶺（經水前寺公園、縣廳（日语：熊本県庁）西門、帶山）
- H3-1：日赤、月出（經水前寺公園、縣廳西門、帶山、長嶺團地）
- H3-4：託麻南（經水前寺公園、縣廳西門、帶山、日赤醫院）
- H3-3：託麻南（經水前寺公園、縣廳西門、帶山、鐵工團地）
- H3-2：日赤、長嶺（經水前寺公園、縣廳西門、尾之上小學（日语：熊本市立尾ノ上小学校）前） - 班次較少（只於平日行走）
- K1-1：秋津小楠紀念館（經水前寺公園、縣廳、市民醫院、動植物園前、若葉校）
- A1-1：若葉校前（日语：熊本市立若葉小学校）（經水前寺公園、縣廳、動植物園（日语：熊本市動植物園）前） - 班次較少（只於平日行走）
- K1-2：縣會議事堂（經水前寺公園、縣廳） - 班次較少（只於平日行走）
- K1-2：動植物園西出口（經水前寺公園、縣廳、市民醫院（日语：熊本市民病院）前、上之門）
- L3-1：小峯營業所（經熊商（日语：熊本県立熊本商業高等学校）、健軍町電車站前、東町團地） - 班次較少（只於平日行走）
- 國立醫院（日语：国立病院機構熊本医療センター）穿梭巴士（前往水道町）

●產交巴士
- L4-1：沼山津、小楠紀念館入口（經熊商、健軍電車站、東區公所）
- L6-3：木山（日语：九州産交バス木山営業所）（經熊商、健軍電車站）
- L5-1：御船（經健軍電車站、沼山津、東無田、木倉）
- K4-1：沼山津、小楠紀念館入口（經縣廳、自衛隊前（日语：健軍駐屯地）、佐土原、花立一丁目）- 只於平日、星期六行走
- K3-1：沼山津、小楠紀念館入口（經縣廳、自衛隊前、健軍四角）
- K4-3：佐土原、木山（經縣廳、自衛隊前）
- K4-2：阿蘇熊本機場（經縣廳、自衛隊前、佐土原） - 班次較少（只於平日行走）
- K3-3：木山（經縣廳、自衛隊前、健軍四角）
- K6-0：縣會議事堂（經水前寺公園、縣廳）
- K1-5：川尻町（日语：川尻 (熊本市)）、松橋（日语：九州産交バス松橋営業所）（經水前寺公園、縣廳、市民醫院、中央醫院、濟生會醫院） - 班次較少（只於平日行走）
- K5-1：光之森產交（日语：九州産交バス光の森営業所）（經水前寺公園、縣廳、東繞道（日语：熊本東バイパス）、youme Town光之森（日语：ゆめタウン光の森））
- K5-2：光之森產交（經水前寺公園、縣廳、北繞道（日语：熊本北バイパス）、二里木、武藏丘）
- G2-3：八反田、戶島（經大江四丁目、託麻原本通、保田窪、託麻城市規劃中心）
- G1-1：八反田、小山團地（經大江四丁目、保田窪新道、託麻城市規劃中心）
- G1-2：託麻南、卡車總站（經大江四丁目、保田窪四角、東西線、鐵工團地、日赤醫院北出口）
- G1-3：戶島（經大江四丁目、保田窪四角、日赤醫院、小峯）
- G1-5：Park Dome（日语：熊本県民総合運動公園屋内運動広場）（經大江四丁目、保田窪四角、日赤醫院、長嶺團地、駕駛執照中心（日语：熊本県運転免許センター））
- R1-1、R1-2、R1-5、S4-7、S4-8、S4-9、U4-2、U4-3：水道町
- 機場利木津巴士（日语：熊本 - 熊本空港線）(AP)：阿蘇熊本機場
- 快速隆盛號（日语：たかもり号）(TM)：高森中央（日语：産交バス高森営業所）
- 高速日之國號（日语：ひのくに号）：福岡(天神、博多站（日语：博多バスターミナル）)、福岡機場
- 高速龍膽號（日语：りんどう号）：長崎(長崎站、中央橋)
- 特急山彥號（日语：やまびこ号）：大分(時葉、縣廳正門前（日语：大分県庁））
- 高速南風號（日语：なんぷう号）：宮崎(宮交City（日语：宮交シティ）、宮崎站)
- 高速霧島號（日语：きりしま号）：鹿兒島(鹿兒島中央站、鹿兒島本港（日语：鹿児島港）)
- 九州橫斷巴士（日语：九州横断バス）：阿蘇站前、黑川溫泉、別府站

●熊本巴士
- L1-1：江津團地（經水前寺公園、畫圖道）
- L1-2：AEON Mall熊本（日语：イオンモール熊本）（經水前寺公園、畫圖道、江津團地）
- L2-2：AEON Mall熊本（經水前寺公園、畫圖道、Seira Town）
- K2-1：AEON Mall熊本（經縣廳、健軍、東區公所、嘉島町公所）
- K2-3：城南（日语：熊本バス城南営業所）（經縣廳、健軍、嘉島町公所、AEON Mall熊本）
- K2-4：甲佐（日语：熊本バス甲佐営業所）（經縣廳、健軍、御船）
- K2-5：砥用（經縣廳、健軍、御船、甲佐）
- P4-2：AEON Mall熊本（經尚絅校前（日语：尚絅中学校・高等学校）、九品寺、中央醫院）
- K6-0：縣廳、北窪
- K1-3：城南（經縣廳、畫圖橋、AEON Mall熊本）
- K1-4：甲佐（經縣廳、畫圖橋、AEON Mall熊本）

### 天主教手取教會前
●電鐵巴士
- C1-3：菊池溫泉（日语：菊池温泉）（經堀川、御代志、富之原，部分經菊池市政廳）
- C1-2：菊池廣場（日语：菊池駅）（堀川、御代志、富之原、部分經菊池市政廳）
- C3-2：菊池廣場（經山室、御代志、富之原）
- C3-3：菊池溫泉（經山室、御代志、富之原）
- C4-2：大鳥居、立石（經三軒町、山室）
- C4-3：大鳥居、立石（經三軒町、山室、菊南溫泉尤貝爾酒店）
- C4-4 立石、北區公所（經三軒町、KM生物）- 平日日間時段行走
- C4-5 立石、北區公所（經三軒町、山室、菊南溫泉尤貝爾酒店）- 平日日間時段行走
- C4-1：外沖、南原（經三軒町、山室）
- C5-5：泉丘、下群（經三軒町、堀川、新地團地）
- C5-4：杉並台（經三軒町、堀川、新地團地）
- C5-6：合志市政廳（經三軒町、堀川、新地團地）
- C5-2：光之森站（經三軒町、堀川、新地團地、武藏丘、youme Town光之森（日语：ゆめタウン光の森））
- C5-3：武藏丘車廠（經三軒町、堀川、新地團地）
- C6-5：泉丘、下群（經三軒町、堀川、楠團地）
- C9-4：杉並台（經三軒町、清水丘、楠團地（日语：楠団地）、武藏丘）
- C9-3：武藏丘車廠（經三軒町、清水丘、楠團地（日语：楠団地））
- C9-5：泉丘、下群（經三軒町、清水丘、楠團地、武藏丘）
- C7-5：泉丘、下群（經三軒町、清水丘、麻生田小（日语：熊本市立麻生田小学校）前、楠團地、武藏丘）
- C7-3：武藏丘車廠（經三軒町、清水丘、麻生田小前、楠團地）
- C9-2：光之森站（經三軒町、清水丘、楠團地、youme Town光之森）
- E2-1：楠團地（經子飼橋、熊本大學、二里木）
- E2-2：光之森站（經子飼橋、熊本大學、二里木、楠團地）
- E2-3：武藏丘車廠（經子飼橋、熊本大學、二里木、楠團地）
- E1-3：楠團地、武藏丘車廠（經子飼橋、熊本大學、北繞道）

○熊本都市巴士
- F3-1：水前寺鳥居（經子飼橋、縣立劇場（日语：熊本県立劇場）、北水前寺）
- F3-2：畫圖橋（經子飼橋、縣立劇場、北水前寺、水前寺鳥居、畫圖道）
- G4-1：大江六丁目（經明午橋、市立圖書館（日语：熊本市立図書館））

●產交巴士
- E2-1：楠團地（經子飼橋、熊本大學、龍田口站、二里木）
- E2-0：龍田口站（經子飼橋、熊本大學）
- E3-3：光之森產交（經子飼橋、熊本大學、龍田口站、二里木、武藏丘、南丘小學前（日语：合志市立南ヶ丘小学校））
- E3-5：大津（日语：産交バス大津営業所）（經子飼橋、熊本大學、龍田口站、二里木、三里木）
- E3-5：吹田團地（經子飼橋、熊本大學、龍田口站、二里木、三里木）
- E3-4：光之森產交（經子飼橋、熊本大學、龍田口站、二里木、三里木）
- F1-1：東熊本第二醫院（經子飼橋、供合）
- F1-2：光之森產交（經子飼橋、供合）
- F2-1：八反田、小山團地（經子飼橋、託麻原本通、託麻城市規劃中心）
- F2-3：八反田、戶島（經子飼橋、託麻原本通、託麻城市規劃中心）
- E3-2：光之森產交（經子飼橋、熊本大學、二里木、youme Town光之森）
- E3-1：光之森產交（經子飼橋、熊本大學、龍田口站、二里木、菊陽繞道（日语：菊陽バイパス））

### 鶴屋百貨店本館前
○熊本都市巴士
- 各路線：前往櫻町巴士總站
- U4-1：新町、城西校（日语：熊本市立城西小学校）（經櫻町巴士總站）
- W1-1、W2-1：櫻町巴士總站、荒尾橋
- P3-1：長溝團地（經櫻町巴士總站、辛島町、南熊本站前、八王寺）
- K1-2、K6-0、J1-1：上熊本站（經市政廳前、壺井橋、縣立體育館（日语：熊本県立総合体育館）前）
- J1-2、J1-3：熊本站（經櫻町巴士總站） - 班次較少
- A1-1：富尾團地（經京町本丁） - 班次較少（只有平日，早上黃昏各1班）
- 國立醫院穿梭巴士（經櫻町巴士總站前往國立醫院內）

●產交巴士
- 各路線：前往櫻町巴士總站
- 高速、特急巴士各路線和機場利木津巴士（只限下車）
- 快速隆盛號(TM)：西部車廠（日语：九州産交バス熊本営業所）（經櫻町巴士總站、熊本站）
- 通町直達班次（只可下車）
- E3-3：熊本站（經櫻町巴士總站）
- T1-1：小島（經櫻町巴士總站、熊本站、田崎市場前、上高橋）
- T1-2：中島、五丁（經櫻町巴士總站、熊本站、田崎市場前、上高橋、小島產交）
- S1-0：西部車廠（經櫻町巴士總站、春日校（日语：熊本市立春日小学校）、田崎市場前）
- T3-0：西部車廠（經櫻町巴士總站、熊本站、田崎市場前）
- S3-0：西部車廠（經櫻町巴士總站、熊本站、蓮台寺）
- S4-1：Aqua Dome（經櫻町巴士總站、熊本站、野口町）
- S4-2：五丁（經櫻町巴士總站、熊本站、野口町、並建）
- S4-3：川口二丁（經櫻町巴士總站、熊本站、野口町、並建、天明綜合出張所）
- S4-7：畠口（經櫻町巴士總站、熊本站、野口町、並建、Aqua Dome）
- S4-8：海路口、川口二丁（經櫻町巴士總站、熊本站、白藤、川尻町）
- S4-9：JA飽田分所（經櫻町巴士總站、熊本站、白藤、會富）
- S4-9：小島（經櫻町巴士總站、熊本站、白藤、會富、JA飽田分所）
- S4-9：瑞薩電子入口（經櫻町巴士總站、熊本站、白藤）
- U4-2：谷尾崎（經櫻町巴士總站、新町、筒口、戶坂）
- U4-3：小島（經櫻町巴士總站、新町、筒口、戶坂、谷尾崎、池之上、西區公所前）
- R1-1：市道、川尻町（經櫻町巴士總站、迎町、世安町、下近見（舊道）、南高江（舊道）、川尻站前）
- R1-2：川尻町、國町（經櫻町巴士總站、迎町、世安町、下近見（舊道）、南高江（舊道）、川尻町（舊道）、杉島）
- R1-5：松橋（日语：九州産交バス松橋営業所）（經櫻町巴士總站、迎町、世安町、下近見（舊道）、南高江（舊道）、川尻町（舊道）、杉島、國町、宇土站前）
- A4-2：小野泉水公園（市政廳前、京町本丁、植木、北區公所） - 班次較少（只於平日早上和黃昏行走）

●電鐵巴士
- 各路線：前往櫻町巴士總站
- C1-1、C1-2、C3-2、C5-3、E2-2：前往熊本站（經櫻町巴士總站）
- C1-3、C3-3、C5-4、C9-4：前往熊本站、蓮台寺入口（經櫻町巴士總站）

●熊本巴士
- 各路線：前往櫻町巴士總站
- R1-3：南區公所（經櫻町巴士總站、迎町、世安町、下近見（舊道）、南高江（舊道）、川尻町（舊道）、杉島）

## 相鄰電車站
熊本市交通局
■A系統、■B系統（幹線）
熊本城·市役所前（10）－通町筋（11）－水道町（12）

## 注腳

## 外部連結
- 熊本市交通局 （页面存档备份，存于）（日語）